# 장남부
장남부 또는 장준녕은 대한민국의 배우이다.

## 출연작

### 영화
- 《오! 문희》 (2020년) - 진상손님 역
- 《나쁜 녀석들: 더 무비》 (2019년) - 경특대 팀장 역
- 《비스트》 (2019년) - 알몸남 / 김남철 역
- 《안시성》 (2018년) - 당나라 장수 역
- 《도어락》 (2018년) - 반장 역
- 《특별시민》 (2017년) - 식육식당 주인 역
- 《판도라》 (2016년) - 주재원 역
- 《봉이 김선달》 (2016년) - 청 황태자 역
- 《비밀은 없다》 (2016년) - 김 형사 역
- 《악의 연대기》 (2015년) - 부검의 역
- 《명량》 (2014년) - 나대용 역
- 《끝까지 간다》 (2014년) - 최 사장 역
- 《표적》 (2014년) - 이정수 형사 역
- 《도둑들》 (2012년) - 수위실형사 역
- 《미쓰GO》 (2012년) - 덩치 2 역
- 《범죄와의 전쟁: 나쁜놈들 전성시대》 (2012년) - 판호 조직원 3 역
- 《링크》 (2011년) - 스키니 역
- 《헤드》 (2011년) - 박 형사 역
- 《수상한 고객들》 (2011년) - 구청직원 역
- 《아이들...》 (2011년) - 유골발굴 장 형사 역
- 《환상극장》 (2011년) - 광태 역
- 《된장》 (2010년) - 감방 동료 구진만 역
- 《아저씨》 (2010년) - 오상만 역
- 《이끼》 (2010년) - 과거 형사 역
- 《전우치》 (2009년) - 매니저 역
- 《트럭》 (2008년) - 하마 역
- 《가루지기》 (2008년) - 주막 양아치 1 역
- 《리턴》 (2007년) - 형사 2 역
- 《타짜》 (2006년) - 부산 타짜 2 역
- 《다세포 소녀》 (2006년) - 넘버 2 / 간수장 역
- 《사생결단》 (2006년) - 형사 2 역
- 《투사부일체》 (2006년) - 삼합회 1 역
- 《싸움의 기술》 (2006년) - 목욕탕 건달 1 역

### 드라마
- 《배드 앤 크레이지》 (tvN, 2021년 ~ 2022년) - 성복준 역
- 《닥터 프리즈너》 (KBS2, 2019년) - 태춘호 역
- 《귓속말》 (SBS, 2017년) - 경찰서장 역
- 《슬기로운 감빵생활》 (tvN, 2017년) - 야구 코치 역
- 《구르미 그린 달빛》 (KBS2, 2016년) - 우두머리 역
- 《시그널》 (tvN, 2016년)
- 《장영실》 (KBS1, 2016년)
- 《실종느와르 M》 (OCN, 2015년) - 변호사 역
- 《대왕의 꿈》 (KBS1, 2012년) - 모척 역
- 《총각네 야채가게》 (채널A, 2011년) - 오 비서 역
- 《솔약국집 아들들》 (KBS2, 2009년) - 의사 역
- 《베토벤 바이러스》 (MBC, 2008년) - 최시장 비서 역